# Herbardius rubrovittatus
Herbardius rubrovittatus är en insektsart som beskrevs av Piza Jr. 1980. Herbardius rubrovittatus ingår i släktet Herbardius och familjen vårtbitare. Inga underarter finns listade i Catalogue of Life.